# Lignocarpa diversifolia
Lignocarpa diversifolia är en flockblommig växtart som först beskrevs av Thomas Frederic Cheeseman, och fick sitt nu gällande namn av J.W.Dawson. Lignocarpa diversifolia ingår i släktet Lignocarpa och familjen flockblommiga växter. Inga underarter finns listade i Catalogue of Life.